# Holland (region)

De nuvarande provinserna Nordholland och Sydholland markerade på en karta över Nederländerna

Holland på 1700-talet (det västra gröna området). Notera också området i söder som kallades Österrikiska Nederländerna.

Holland är en region i Nederländerna, sedan 1840 uppdelad i Noord-Holland och Zuid-Holland.
Regionen Holland omfattar omkring 17,35 % av Nederländernas yta. Där bor ungefär 40 % av landets befolkning. Namnet Holland är sedan gammalt en relativt allmänt accepterad synonym för landet Nederländerna, trots att det formellt inte är korrekt. Området Holland motsvarar också ungefärligen det nutida storstadsområdet Randstad.

## Namnet Holland
Namnet "Holland" användes första gången enligt källor år 866 för regionen kring Haarlem och kring 1064 för hela landet. Vid den tiden kallade sig invånarna i Holland för "holländare". "Holland" kommer från nederländskans "holtland" ("träland"). Denna varierade stavning kvarstod ungefär fram till 1300-talet, då namnet stabiliserades till "Holland" (alternativa stavningar var vid denna tid "Hollant" eller "Hollandt"). En populär, men felaktig uppfattning är att "Holland" kommer från hol land ("ihåligt land") och var inspirerad av att Holland geografiskt sett ligger lågt.
Tidigare var provinsen Holland (de nutida provinserna Nord- och Sydholland) den ekonomiskt starkaste provinsen i landet med vilken så gott som all utrikeshandel skedde. För de folk som dessa holländare handlade med blev det accepterat att referera till Holland när man menade landet som officiellt heter Nederländerna. Bruket av Holland som synonym har varit så accepterat att det även använts av nederländska myndigheter, något som inte uppskattas av medborgare som inte kommer från provinserna Nord- och Sydholland. Under 1600- och 1700-talen, kan bruket av Holland som namn på hela landet också ha varit ett sätt att skilja det självständiga Nederländerna från Spanska, sedermera Österrikiska Nederländerna (det spanska och senare österrikiska området motsvarade ungefär nuvarande Belgien).

## Historia
Holland tillhörde tidigare det Frankiska riket och Lothringen, och senare Tysk-romerska riket. Provinsen styrdes från 1000-talet av grevar och grevskapet Holland omfattade landet kring "Rhens mynningar". Den mest kände i den första grevedynastin var Vilhelm II av Holland, vilken 1247 blev påven Innocentius IV:s motkejsare mot Fredrik II. Från 1299 var Holland förenat i personalunion med Hainaut under grevar av ätten Avesnes som, följda av sina släktingar i huset Bayern, regerade här till 1433. Under 1300-talets senare hälft rasade i Holland svåra partistrider mellan "hoeks" och "kabbeljauws". Liksom Hainaut kom Holland därefter under habsburgskt, först österrikiskt senare spanskt välde.
Senmedeltiden var en tid av ekonomiskt uppsving; sillfisket var i ständigt framåtgående och även sjöfarten började ta fart. Från slutet av 1400-talet kunde holländarna konkurrera med Hansan, till och med i Norden.
I det nederländska frihetskriget blev Holland, som var protestantiskt, ett centrum för motståndet mot Spanien och kärnan i Utrechtunionen. Titeln "greve av Holland och Zeeland", som Vilhelm I av Oranien bar, användes inte längre efter hans död. Härefter utgjorde Holland en del av Nederländerna, och dess historia sammanfaller till stor del med detta rikes. Det av Napoleon I 1806 skapade Kungariket Holland, vars yta omfattade större delen av nuvarande Nederländerna men utan Zeeland, erhöll namn efter provinsen Holland. År 1840 delades Holland i två provinser, Nordholland och Sydholland.

## Geografi
Regionen Holland ligger i västra Nederländerna, och nära till vatten på flera ställen, bland annat vid Nordsjön och floden Maas. Det finns flera floder och sjöar, samt kanaler. Söder om regionen ligger provinsen Zeeland, och i öster insjön IJsselmeer. Större orter är Amsterdam, Haag, Rotterdam, Leiden och Haarlem.

## Språk
Språket som oftast talas i Holland är nederländska. Den standardnederländska som talas i de flesta delarna av Nederländerna talas i Holland, dock finns flera lokala variationer av dialekter i Nederländerna.
Trots likheterna mellan standardnederländska och den nederländska som talas i Holland, finns det lokala variationer inom Holland som avviker från standardnederländska. De större orterna har sin egen traditionella dialekt. Några få människor, framförallt i området norr om Amsterdam talas vad som anses vara en ursprunglig, äldre dialekt, ofta kallad holländsk dialekt. Numera talas denna dialekt främst i Volendam och Marken samt de närliggande områdena, West Friesland och Zaanstreek.

## Territorium och politisk struktur
Delningen 1840 berodde mycket på att regionen Holland ansågs vara för stark jämfört med de andra.
Vissa förändringar skedde under den franska närvaron åren 1795–1813.
- 1818 blev Willemstad med omnejder, Biesbosch och Land van Altena delar av provinsen Noord-Brabant.
- 1942, efter slaget om Nederländerna, under den tyska militära ockupationen överfördes öarna Vlieland och Terschelling till provinsen Friesland. Detta ändrades inte efter andra världskriget.
- 1950 överfördes ön Urk till provinsen Overijssel och 1986 till provinsen Flevoland.
- 1970 överfördes Oudewater från Sydholland till provinsen Utrecht.
- 1989 överfördes Woerden från Sydholland till provinsen Utrecht.
- År 2000 slogs 's-Graveland och Kortenhoef, båda i provinsen Nordholland, samman med Loosdrecht i provinsen Utrecht.
- 2002 överfördes Vianen från Sydholland till provinsen Utrecht.
- Kommunen Eemnes samarbetar med Laren och Blaricum. Tillsammans kallas det "BEL-regionen".